# Svenska mästerskapen i fälttävlan 1991
Svenska mästerskapen i fälttävlan 1991 avgjordes i Halmstad . Tävlingen var den 41:e upplagan av Svenska mästerskapen i fälttävlan.

## Resultat
| Placering | Ryttare             | Häst            |
| --------- | ------------------- | --------------- |
| 1         | Jan Jönsson         | Dioms Desdemona |
| 2         | Jenny Hultbom       | La Femme        |
| 3         | Ted Velander        | Lakej           |
| 4         | Ingela Persson      | Viktor          |
| 5         | Gunilla Fredriksson | King for Ever   |
| 6         | Ulla Olsson         | Kapten Zoom     |